# Bad (singel Michaela Jacksona)
Bad – singiel amerykańskiego piosenkarza Michaela Jacksona z 1987 roku. Utwór stał się jednym z jego największych i najbardziej rozpoznawalnych przebojów. Stał się drugim z pięciu singli z albumu Bad, które dotarły do pierwszego miejsca na Billboard Hot 100 i był jego siódmym singlem numer jeden.
Utwór miał pierwotnie być duetem z „rywalem” Jacksona Princem. W wywiadzie na edycji specjalnej Bad z Quincym Jonesem wspomina on, że Prince powiedział, iż „utwór stanie się hitem również bez niego”.
W swojej autobiografii z 1988 Moonwalk, Jackson napisał: „Bad” to utwór o życiu ulicy. Jest o dzieciaku ze złego osiedla, który zaczyna chodzić do szkoły. Wraca na stare śmieci kiedy ma przerwę od szkoły i dzieciaki z osiedla zaczynają się do niego przyczepiać. Śpiewa „I’m bad, you’re bad, who’s bad, who’s the best?”.

## Teledysk
Pełny teledysk do utworu „Bad” to osiemnastominutowy krótkometrażowy film, wyreżyserowany przez Martina Scorsese z udziałem Michaela Jacksona. Jackson gra chłopca o imieniu Daryl, który dopiero co wrócił z drogiej szkoły prywatnej. Wraca do miasta autobusem, następnie metrem, przybywając do swojego starego osiedla.
Po raz pierwszy ta wersja teledysku pojawiła się na DVD Video Greatest Hits: HIStory w 2001.

## Pozycja na listach
„Bad” było drugim singlem numer 1 z albumu o tym samym tytule, po „I Just Can't Stop Loving You”. „Bad” pojawiło się na liście Billboardu 19 września 1987, docierając na miejsce pierwsze 24 października 1987. Pozostało na najwyższej pozycji przez dwa tygodnie.

## Wykonania na koncertach
„Bad” było przeważnie utworem zamykającym koncerty na Bad World Tour oraz (dużo rzadziej) na Dangerous World Tour, zawsze wykonywanym na żywo.

## Covery i parodie
- Weird Al Yankovic sparodiował utwór, nadając swojej wersji tytuł „Fat”.
- Artysta country Ray Stevens nagrał ten utwór na swoim albumie z 1988 I Never Made a Record I Didn’t Like.

## Lista utworów

### Wydanie oryginalne
Brytyjski singel 7"
| 1. | „Bad”                          | 4:06  |
|    |                                |       |
| 2. | „Bad” (Dance Remix radio edit) | 4:50  |
|    |                                |       |
|    |                                | 08:56 |
|    |                                |       |
Brytyjski singel 12"
| 1. | „Bad” (Dance Extended Mix includes ‘false fade’) | 8:24  |
|    |                                                  |       |
| 2. | „Bad” (Dub version)                              | 4:05  |
|    |                                                  |       |
| 3. | „Bad” (A cappella)                               | 3:49  |
|    |                                                  |       |
|    |                                                  | 16:18 |
|    |                                                  |       |
Amerykański singel w wersji CD
| 1. | „Bad” (Dance Extended Mix includes ‘false fade’) | 8:24  |
|    |                                                  |       |
| 2. | „Bad” (7" single mix)                            | 4:06  |
|    |                                                  |       |
| 3. | „Bad” (Dance Remix, radio edit)                  | 4:49  |
|    |                                                  |       |
| 4. | „Bad” (Dub version/instrumental)                 | 4.05  |
|    |                                                  |       |
| 5. | „Bad” (A cappella)                               | 3:49  |
|    |                                                  |       |
|    |                                                  | 25:13 |
|    |                                                  |       |

### Visionary
CD
| 1. | „Bad” (7" mix)                          | 4:06  |
|    |                                         |       |
| 2. | „Bad” (‘False Fade’ Dance Extended Mix) | 8:22  |
|    |                                         |       |
|    |                                         | 12:28 |
|    |                                         |       |
DVD
1. „Bad” (teledysk)

## Szczegółowe informacje
- Słowa i muzyka: Michael Jackson
- Wokale: Michael Jackson
- Instrumenty perkusyjne: Paulinho Da Costa
- Solo na organach Hammond B3 Midi: Jimmy Smith
- Solo na syntezatorze: Greg Phillinganes
- Perkusja: John Robinson
- Strojenie perkusji: Douglas Getschal
- Gitara: David Williams
- Saksofony: Kim Hutchcroft i Larry Williams
- Trąbki: Gary Grant i Jerry Hey
- Instrumenty klawiszowe i gitara: Christopher Currell
- Syntezatory: John Barnes, Michael Boddicker i Greg Phillinganes
- Aranżacja rytmiczna: Michael Jackson, Christopher Currell i Quincy Jones
- Aranżacja sekcji dętej: Jerry Hey
- Aranżacja wokalna: Michael Jackson